# Erich Dolezal
Dozent Erich Dolezal (* 22. November 1902 in Villach, Kärnten; † 17. Juli 1990 in Wien) war ein österreichischer Science-Fiction-Schriftsteller, Astronom und Volksbildner, der auch als Erik Lindenau publizierte. 

## Leben
Dolezal studierte Maschinenbau an der Wiener Technischen Hochschule und arbeitete 1930 bis 1945 in der wissenschaftlichen Leitung der österreichischen Radio Verkehrs AG. Zum 1. Dezember 1932 trat er der NSDAP bei (Mitgliedsnummer 1.380.397). Er gründete 1945 die Volkssternwarte Wien-Ottakring und war Dozent für astronomische Volksbildung an der Wiener Volkshochschule Ottakring. Er war der Begründer und Chefredakteur und zeitweise auch der Herausgeber der österreichischen Zeitschrift "Universum – Natur und Technik" sowie Vorstandsmitglied der Österreichischen Gesellschaft für Weltraumforschung. 1963 wurde ihm der Professorentitel verliehen.

## Werk
Dolezal hielt seit dem Jahr 1929 mehr als 1000 Vorträge über Raumfahrt und absolvierte zahlreiche Vortragsreisen. Er verfasste auch zahlreiche utopische Jugendromane und Novellen, 
in denen er stets bemüht war, naturwissenschaftlich und astronomisch korrekt zu schreiben. So enthält der Roman "Neues Land im Weltall" eine korrekte Beschreibung des gesamten Sonnensystems nach dem astronomischen Wissensstand von 1958. Auch in seinen Romanen aus den fünfziger Jahren bemühte er sich um Objektivität, indem er sich in technischer Hinsicht stark an Plänen Wernher von Brauns und der NASA orientierte. 

## Auszeichnungen und Ehrungen
1995 wurde der Asteroid (5884) Dolezal nach ihm benannt.

## Bibliografie
Die Trilogie / Martin Weltly-Serie
- RS 11 schweigt (1953)
- Mond in Flammen (1954)
- Unternehmen Mars (1955)

Die Sonnensystem-Astronauten
- Die Astronauten (1959)
- Festung Sonnensystem (1962)

Die Dilogie
- Planet im Nebel (1962)
- Flucht in die Weltraum-City (1964)

Einzelwerke
- Der Ruf der Sterne. Seltsame Geschichte einer Weltraumfahrt (1931)
- Grenzen über uns. Zukunftsroman (1940)
- Jenseits von Raum und Zeit. Utopischer Roman (1946)
- Alarm aus Atomville (1956)
- Neues Land im Weltall (1958)
- Sekunde X - Himmelsschiffe landen (1958)
- Raumfahrt - Traumfahrt (1961)
- Vorstoß in den Weltraum (1964)
- Sternenbühne Planetarium (1964)
- Jenseits von Raum und Zeit (1968)
- Von Göttern entführt (1972, auch als Auf der Suche nach den geraubten Erdbewohnern, 1980)